# 카페 드 플로르

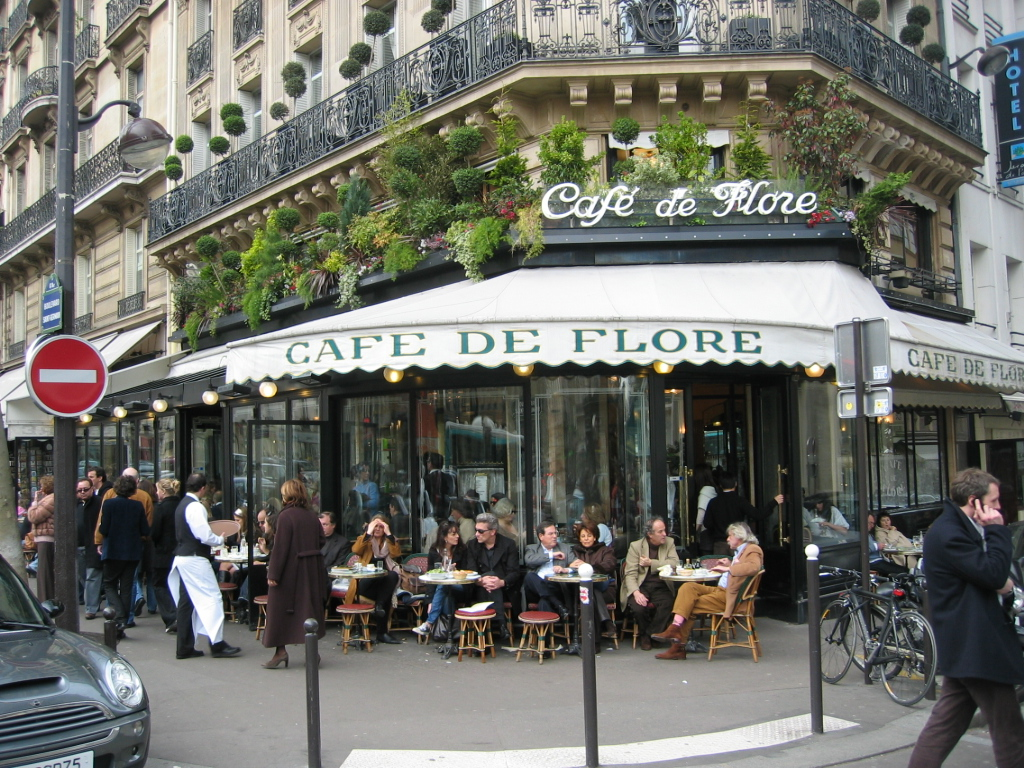
카페 드 플로르 (2008년)

카페 드 플로르(프랑스어: Café de Flore)는 파리 6구 생제르맹 거리에 위치한 커피숍이다.

## 같이 보기
- 레 되 마고